# Bandera de Burkina Faso
La bandera de Burkina Faso está formada por dos franjas horizontales de igual anchura, de color rojo la superior y verde la inferior, con una estrella amarilla de cinco puntas en el centro de la bandera. Los colores son los del panafricanismo, que se basan en los colores de la bandera de Etiopía, aunque también representan a la revolución socialista (rojo), y a la fecundidad de la tierra de Burkina Faso (verde) y la estrella amarilla representa la luminosa guía de la revolución.
Esta bandera fue adoptada el 4 de agosto de 1984 y diseñada por el entonces presidente Thomas Sankara.Sankara también modificó todos los símbolos patrios: el escudo y el himno nacional, además de la bandera. Todos estuvieron impregnados de simbolismos asociados al socialismo y al desarrollo agrícola.

## Banderas históricas
El actual territorio de Burkina Faso se independizó de Francia, el 1 de agosto de 1960 bajo el nombre de Alto Volta. La bandera de dicho estado era una tricolor formada por tres franjas horizontales. Los colores negro, blanco y rojo representaban los tres principales brazos del río Volta que cruzaban el país.
La bandera fue abolida cuando se adoptó el nombre de Burkina Faso y la actual bandera.
Su patrón de colores era igual a la bandera del Imperio alemán.

Bandera de Francia, usada en el Alto Volta francés (1919-1960)
Bandera del Alto Volta (1960-1984)